# 1936年ベルリンオリンピックのアメリカ合衆国選手団
1936年ベルリンオリンピックのアメリカ合衆国選手団（1936ねんベルリンオリンピックのアメリカがっしゅうこくせんしゅだん）は、1936年8月1日から8月16日にかけてドイツの首都ベルリンで開催された1936年ベルリンオリンピックのアメリカ合衆国選手団、およびその競技結果。

## 概要
今大会は金メダル24個、銀メダル20個、銅メダル12個の合計56個のメダルを獲得した。

## メダル
| メダル | 選手名                                                                              | 競技 | 種目             |
| ------ | ----------------------------------------------------------------------------------- | ---- | ---------------- |
| 金     | ジェシー・オーエンス                                                                | 陸上 | 男子100m         |
| 金     | ジェシー・オーエンス                                                                | 陸上 | 男子200m         |
| 金     | アーチー・ウィリアムズ                                                              | 陸上 | 男子400m         |
| 金     | ジョン・ウッドラフ                                                                  | 陸上 | 男子800m         |
| 金     | フォレスト・タウンズ                                                                | 陸上 | 男子110mハードル |
| 金     | グレン・ハーディン                                                                  | 陸上 | 男子400mハードル |
| 金     | ジェシー・オーエンス ラルフ・メトカーフ フォイ・ドレイパー フランク・ワイコフ       | 陸上 | 男子4×100mリレー |
| 金     | ジェシー・オーエンス                                                                | 陸上 | 男子走幅跳       |
| 金     | コーネリアス・ジョンソン                                                            | 陸上 | 男子走高跳       |
| 金     | アール・メドウス                                                                    | 陸上 | 男子棒高跳       |
| 金     | ケン・カーペンター                                                                  | 陸上 | 男子円盤投       |
| 金     | グレン・モリス                                                                      | 陸上 | 男子十種競技     |
| 金     | ヘレン・スティーヴンス                                                              | 陸上 | 女子100m         |
| 金     | ハリエット・ブランド アネット・ロジャース ベティ・ロビンソン ヘレン・スティーヴンス | 陸上 | 女子4×100mリレー |
| 金     | ジャック・メディカ                                                                  | 競泳 | 男子400m自由形   |
| 金     | アドルフ・キーファー                                                                | 競泳 | 男子100m背泳ぎ   |
| 銀     | ラルフ・メトカーフ                                                                  | 陸上 | 男子100m         |
| 銀     | マシュー・ロビンソン                                                                | 陸上 | 男子200m         |
| 銀     | グレン・カニンガム                                                                  | 陸上 | 男子1500m        |
| 銀     | ハロルド・ケイグル ロバート・ヤング エドワード・オブライエン アルフレッド・フィッチ | 陸上 | 男子4×400mリレー |
| 銀     | デビッド・アルブリットン                                                            | 陸上 | 男子走高跳       |
| 銀     | ゴードン・ダン                                                                      | 陸上 | 男子円盤投       |
| 銀     | ロバート・クラーク                                                                  | 陸上 | 男子十種競技     |
| 銀     | アルバート・バンデウェー                                                            | 競泳 | 男子100m背泳ぎ   |
| 銀     | ジャック・メディカ                                                                  | 競泳 | 男子1500m自由形  |
| 銅     | ジェームズ・ルバル                                                                  | 陸上 | 男子400m         |
| 銅     | フレデリック・ポラード・ジュニア                                                    | 陸上 | 男子110mハードル |
| 銅     | デロス・サーバー                                                                    | 陸上 | 男子走高跳       |
| 銅     | ジャック・パーカー                                                                  | 陸上 | 男子十種競技     |
| 銅     | アリス・ブリッジス                                                                  | 競泳 | 女子100m背泳ぎ   |